# Muckbach (Brehmbach)
Der Muckbach ist ein nicht ganz 7 km langer Bach im Main-Tauber-Kreis im Norden von Baden-Württemberg, der am Dittwarer Bahnhof vor dessen Mündung in Tauberbischofsheim von rechts in den unteren Brehmbach fließt.

## Geographie

### Verlauf
Der Muckbach entsteht am Nordrand des Dorfes Heckfeld, einem Stadtteil von Lauda-Königshofen, auf etwa 310 m ü. NN und läuft in nördliche Richtungen entlang der L 578 über Dittwar bis zum Dittwarer Bahnhof, wo er von rechts in dessen nach Süden ausholender Unterlauf-Talschlinge in den Brehmbach mündet.

### Einzugsgebiet
Das etwa 21 km² große Einzugsgebiet des Muckbachs liegt in Höhen zwischen 385,7 m ü. NN auf der Hügelkuppe Heide westlich von Heckfeld an seinem Südwesteck und der Mündung an seiner Nordspitze auf etwa 193 m ü. NN. An der Wasserscheide im Osten grenzt das Einzugsgebiet der Tauber oberhalb der Mündung des Muckbach-Vorfluters Brehmbach an, der hier an bedeutenderen Zuflüssen nur der Oberlaudaer Bach zufließt. Vom Südosteck der Wasserscheide über dessen Südwesteck bis in den Bereich der mittleren westlichen Wasserscheide konkurriert außerhalb der Schüpfbach mit den ihm zulaufenden Bächen, der über die Umpfer noch etwas weiter aufwärts in die Tauber entwässert. Hinter der restlichen Einzugsgebietsgrenze im Westen und Nordwesten liegt das obere und mittlere Einzugsgebiet des Brehmbachs.
Der größte Teil des Gebietes gehört zur Stadt Tauberbischofsheim, jeweils ein kleineres um den Oberlauf im Süden zur Stadt Lauda-Königshofen bzw. am Westrand zur Gemeinde Königheim, die alle drei im Main-Tauber-Kreis liegen. Die Landschaft umfasst einen größeren Teil offener Flur mit überwiegend Äckern und einem kleineren Teil Wald meist an den Steillagen zu den Taleinschnitten. Die Besiedlung ist gering und konzentriert sich auf die dörflichen Stadtteile Heckfeld von Lauda-Königshofen etwas über dem Bachursprung und Dittwar von Tauberbischofsheim im Untertal und an der Mündung des größten Nebenflusses Ölgraben. Daneben gibt es noch wenige kleine Siedlungsplätze, die Schwarzfeld-Siedlung von Königheim, eine Gruppe von Aussiedlerhöfen, am Anfang von dessen längerem Oberlauf Reißberggraben sowie von Tauberbischofsheim das Einzelanwesen Lärchenrain am Bach aus der Lärchenklinge, der Weiler Steinbach rechts über diesem Zufluss, der Wohnplatz Siedlung Heidenkessel am Unterlauf und ein paar Häuser des Wohnplatzes Bahnhof Dittwar an der Mündung.

### Zuflüsse und Seen

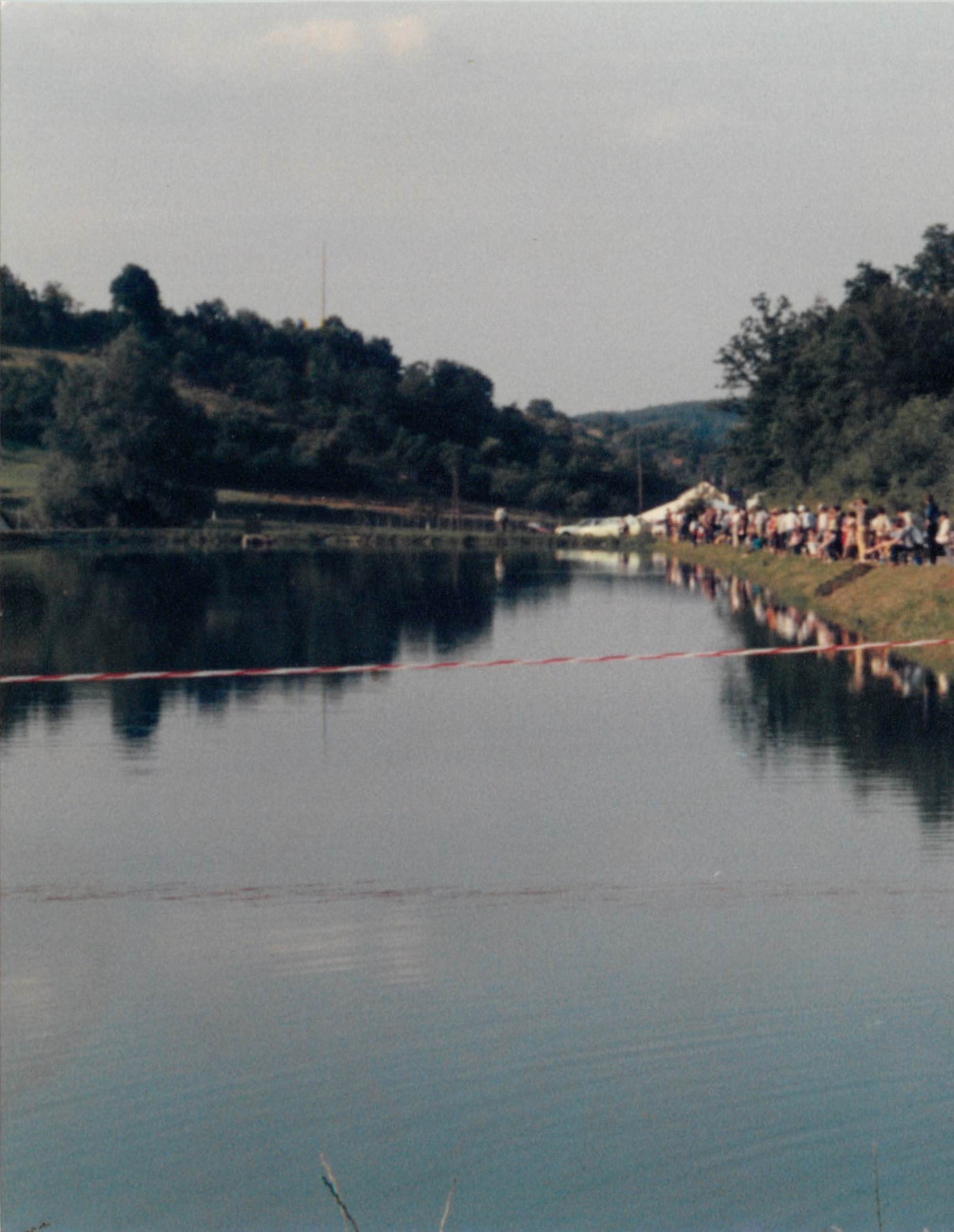
Der Dittwarer See (1985), der vom Muckbach mit Wasser gespeist wird

Liste der Zuflüsse und  Seen von der Quelle zur Mündung. Gewässerlänge, Seefläche, Einzugsgebiet und Höhe nach den entsprechenden Layern auf der Onlinekarte der LUBW. Andere Quellen für die Angaben sind vermerkt.
- ⊙ Pühlferstalbach , von links und Westsüdwesten, 0,9 km und ca. 0,5 km². Ist sehr viel länger als der Muckbach bis hierher.
- ⊙ (Bach aus dem Zieglersgrund), von rechts und Osten, ca. 0,8[LUBW 7] und ca. 1,0 km².
- ⊙ Talgraben, von links und Westsüdwesten, 1,0 km und ca. 1,0 km².
  - ⊙ Ehrenbrunngraben , von links und Nordwesten, 0,5 km und ca. 0,5 km².
- ⊙ (Graben beim Vorderen Harthölzle), von rechts nach der Muckbachtalbrücke
- ⊙  Passiert den Dittwarer See (rechts gelegen) am Lauf vor den ersten Häusern von Dittwar, 0,5 ha.
- ⊙ Steigegraben, von rechts und Süden am Ortsanfang von Dittwar, 0,7 km und ca. 0,8 km².
- ⊙ Weiherbach, von links, 0,2 km und unter 0,1 km². Abfluss des Dittwarer Weihers nahe der Heckfelder Straße am Ostrand von Dittwar.
- ⊙ Ölbach, von links und Nordwesten durch Dittwar, 2,2 km und 9,3 km².[LUBW 8]
  - ⊙ Reißberggraben , rechter und südwestlicher Oberlauf, 3,2 km und ca. 2,6 km².
    - ⊙ Straßengraben, linker und nordwestlicher Oberlauf, 0,7 km und ca. 1,2 km².

  - ⊙ Eisgrundgraben, von rechts und Südsüdwesten im westlichen Dittwar, 3,5 km und ca. 3, km².
- ⊙ (Bach aus der Lerchenklinge), von rechts und Südosten nach dem letzten Haus von Dittwar, 1,7 km und 2,0 km².[LUBW 8]
- ⊙ Jägergraben, von rechts

## Geologie und Naturräume
Das Einzugsgebiet liegt zur Gänze im Unterraum Umpfer-Wachbach-Riedel des Naturraums Tauberland, der vom Muschelkalk geprägt ist. Der Bach und seine Zuflüsse entstehen alle im Oberen Muschelkalk, in den tieferen Teilen der Talmulden – beim Muckbach selbst ab dem Mittellauf schon vor Dittwar – steht der Mittlere Muschelkalk an, unterhalb von Dittwar setzt der Untere Muschelkalk ein, in dem der Bach auch mündet.
Den Muschelkalkhochflächen liegen vor allem am Südwest- und Ostrand des Einzugsgebietes in Schichtinseln Reste des überlagernden Lettenkeupers (Erfurt-Formation) auf, anderswo finden sich auf den Höhen zwei Inseln von aus quartärer Ablagerung entstandenem Lösssediment. Am Mittellauf etwa an der Mündung des Bachs aus der Lärchenklinge und am Unterlauf etwa bei der Siedlung Heidenkessel streichen zwei kleine Störungslinien von Südost nach Nordwest bis nahe ans rechte Bachufer. Eine weitere Störung quert vermutlich kurz danach das Tal.

## Hochwasser
Am Fronleichnamstag, dem 21. Juni 1984 führte Starkregen zu einer Hochwasserkatastrophe. Heckfeld, Dittwar und die umliegenden Gemeinden waren betroffen. Es entstand ein Schaden von etwa 90 Millionen Deutsche Mark.

## Muckbachtalbrücke

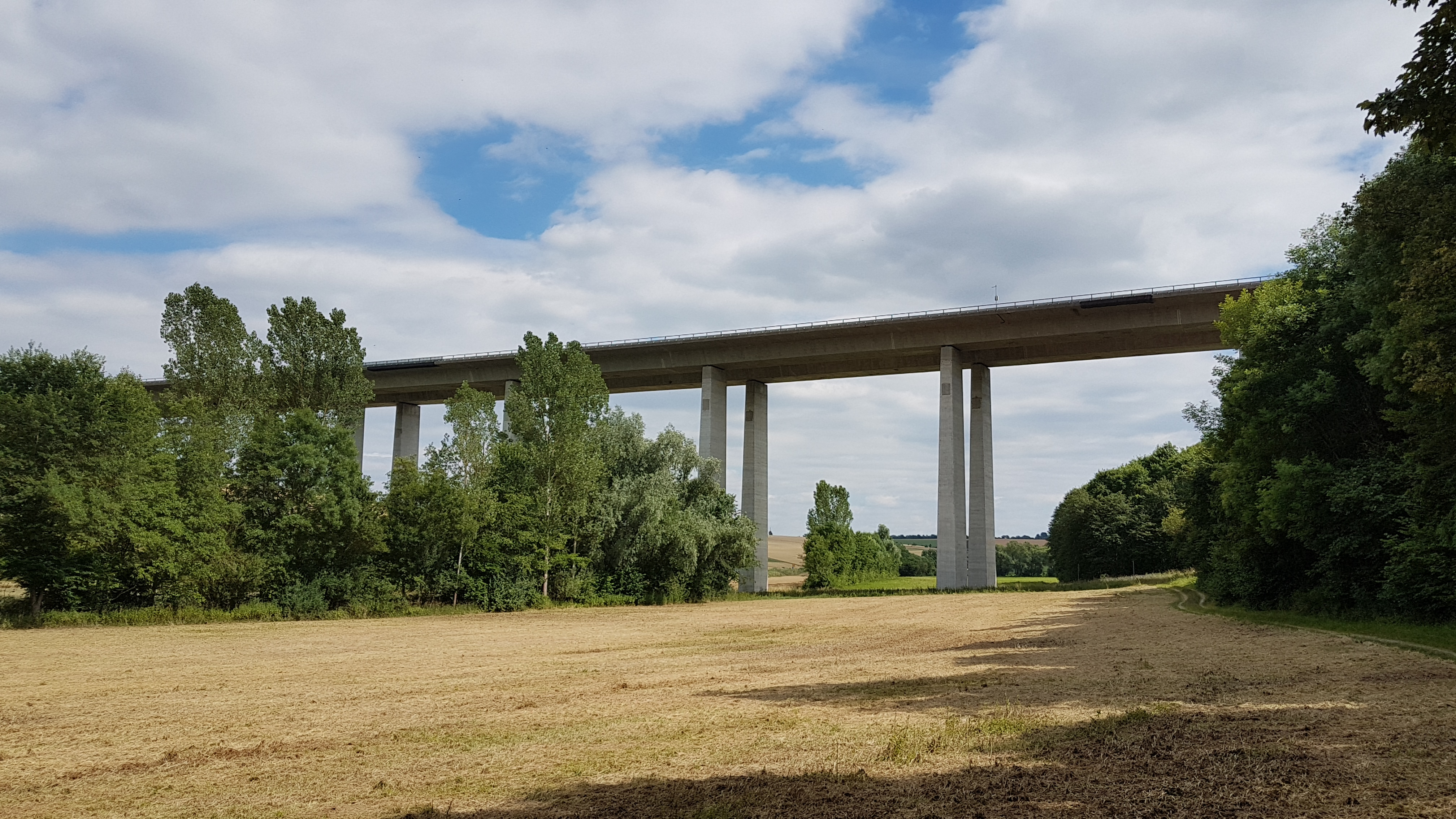
Die Muckbachtalbrücke der A 81 bei Heckfeld (2017)

Über die 330 Meter lange Muckbachtalbrücke überquert die Bundesautobahn A 81 nordwestlich von Heckfeld 40 Meter über Grund das obere Muckbachtal.

## Muckbachtalradweg
Der Muckbachtalradweg verläuft entlang großer Teile des Muckbachtals. Vom Dittwarer Bahnhof bis zu den Sportanlagen des TSV Dittwar und dem Dittwarer See am Ortsausgang in Richtung Heckfeld ist der Radweg asphaltiert. Ab dem Dittwarer See verläuft der Radweg für zwei Kilometer auf einer geschotterten Strecke an einem Waldrand. Etwa einen Kilometer vor der Muckbachtalbrücke über die A81 endet der Radweg, und die Reise muss auf einer Landstraße fortgesetzt werden, bevor der Radweg etwa einen Kilometer nach der Autobahnbrücke bis Heckfeld im Bereich der Heckfelder Gärten wieder besteht.
Am Bahnhof Dittwar besteht ein Anschluss an den Brehmbachtalradweg und über diesen wiederum in Tauberbischofsheim an den Taubertalradweg.

Ansichten des Muckbachtalradwegs
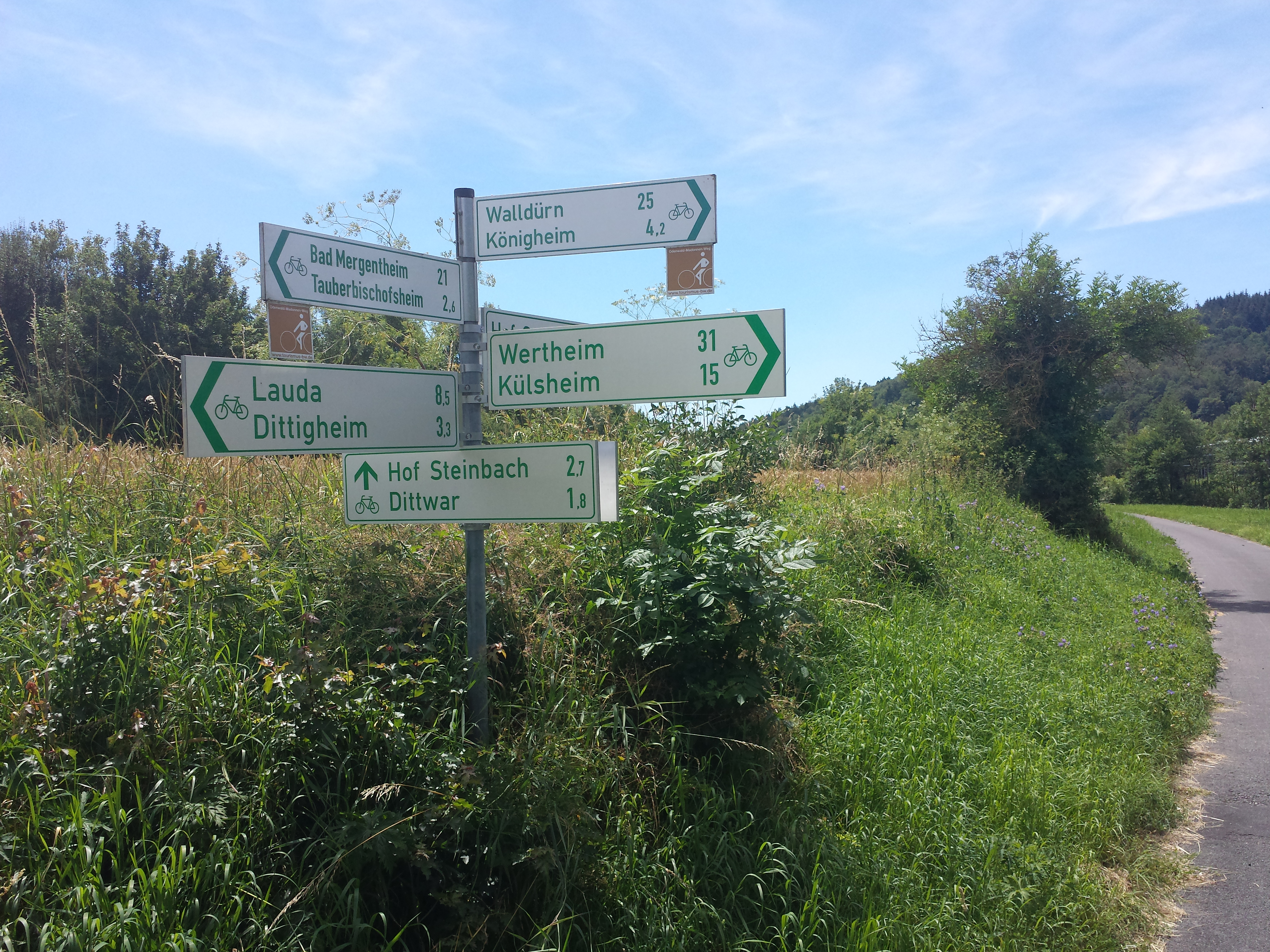
Radwegekreuzung des Muckbachtalradweges mit dem Brehmbachtalradweg
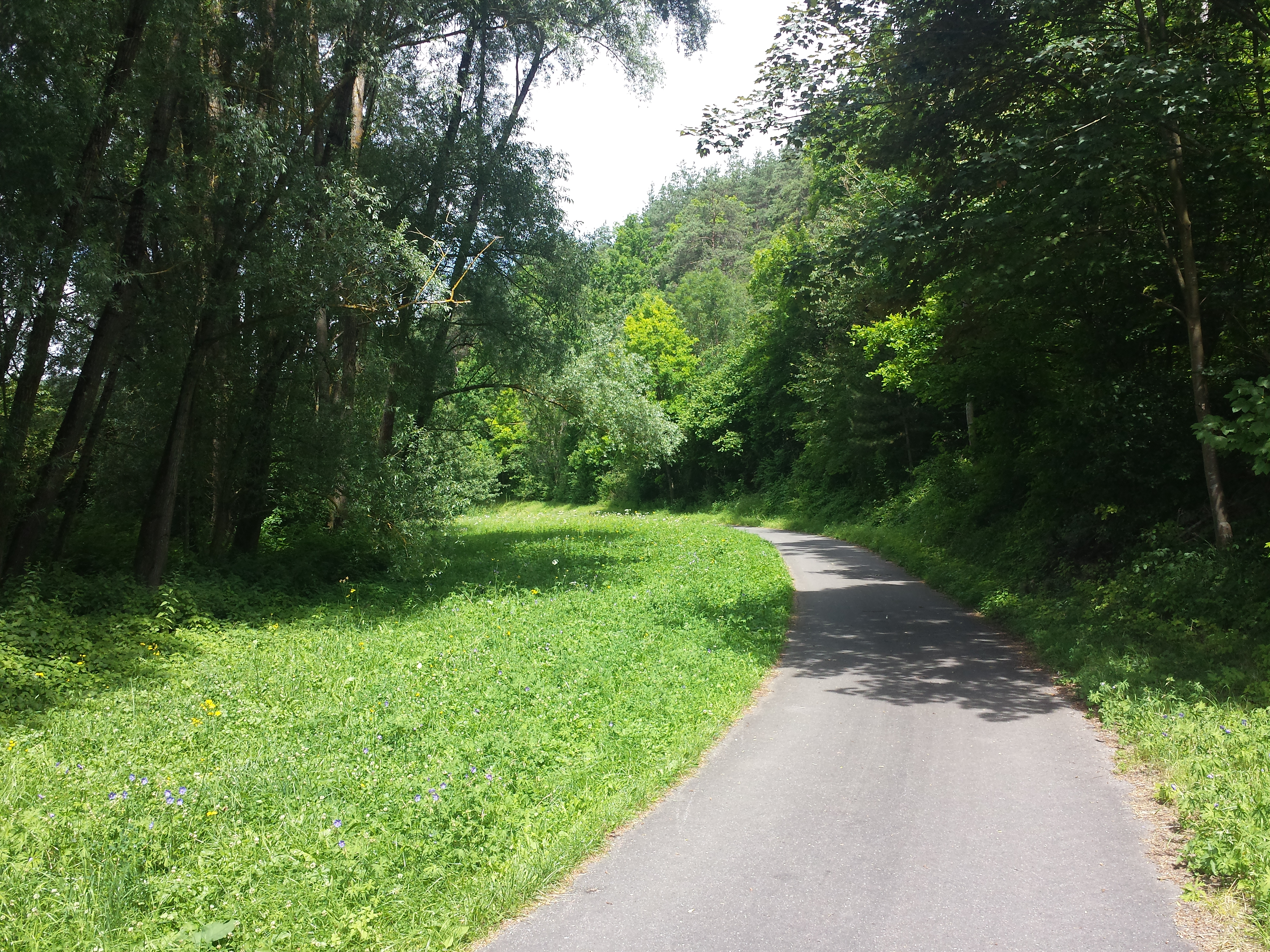
Der Muckbachtalradweg von Dittwar nach Tauberbischofsheim
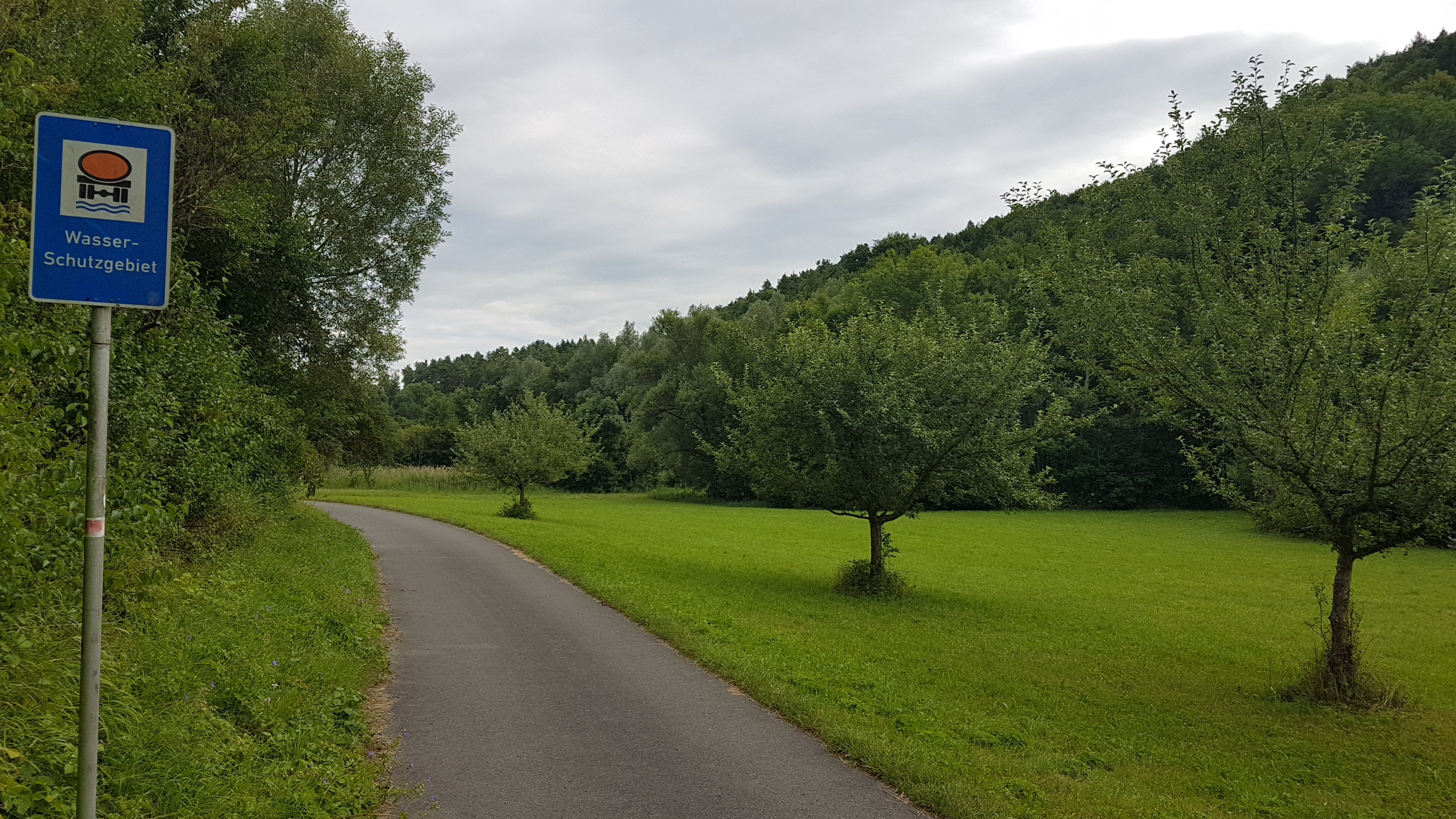
Ein Abschnitt entlang eines Wasserschutzgebiets
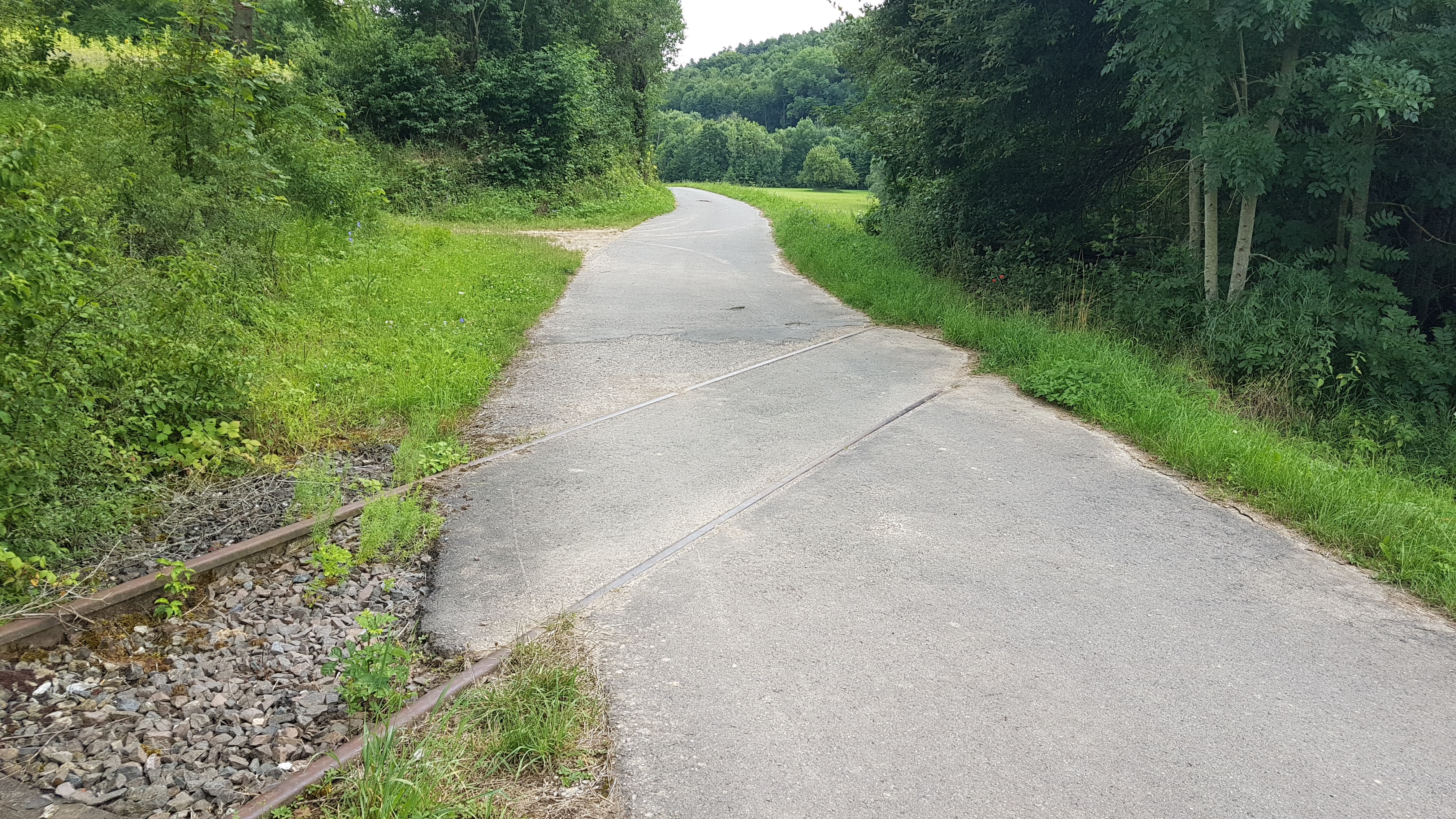
Der Muckbachtalradweg über die Gleise der ehemaligen Bahnstrecke Tauberbischofsheim–Königheim

Ein Ausbau des Muckbachtalradweges von Dittwar in Richtung Heckfeld und Uiffingen wurde im Jahre 2014 von Lokalpolitikern gefordert und bereits 2012 ins Radwegekonzept des Main-Tauber-Kreises unter dem Titel Uiffingen – Heckfeld – Dittwar. Radweg durch das Muckbachtal als Verbindung zwischen Ahorn/Boxberg und Tauberbischofsheim aufgenommen.
2022 gaben die Städte Tauberbischofsheim und Lauda-Königshofen bekannt, dass eine etwa 5 Kilometer lange Fortführung des Muckbachtalradwegs von Tauberbischofsheim-Dittwar bis Lauda-Königshofen-Heckfeld in Planung sei. Das Land Baden-Württemberg übernehme dabei die ganzen Kosten (inklusive des Grunderwerbs), „landesstraßenbegleitend“ zur L 578.

### LUBW
Amtliche Online-Gewässerkarte mit passendem Ausschnitt und den hier benutzten Layern: Lauf und Einzugsgebiet des Muckbachs

Allgemeiner Einstieg ohne Voreinstellungen und Layer: Daten- und Kartendienst der Landesanstalt für Umwelt Baden-Württemberg (LUBW) (Hinweise)
1. 1 2 3  Höhe nach dem Höhenlinienbild auf dem Hintergrundlayer Topographische Karte.
2. 1 2  Länge nach dem Layer Gewässernetz (AWGN).
3. ↑  Einzugsgebiet aufsummiert aus den Teileinzugsgebieten nach dem Layer Basiseinzugsgebiet (AWGN).
4. ↑  Höhe nach schwarzer Beschriftung auf dem Hintergrundlayer Topographische Karte.
5. ↑  Seefläche nach dem Layer Stehende Gewässer.
6. ↑  Einzugsgebiet abgemessen auf dem Hintergrundlayer Topographische Karte.
7. ↑  Länge abgemessen auf dem Hintergrundlayer Topographische Karte.
8. 1 2  Einzugsgebiet nach dem Layer Basiseinzugsgebiet (AWGN).

### Andere Belege
1. ↑  Horst Mernsching, Günter Wagner: Geographische Landesaufnahme: Die naturräumlichen Einheiten auf Blatt 152 Würzburg. Bundesanstalt für Landeskunde, Bad Godesberg 1963. → Online-Karte (PDF; 5,3 MB)
2. ↑  Geologie grob nach: Mapserver des Landesamtes für Geologie, Rohstoffe und Bergbau (LGRB) (Hinweise)
3. ↑   Harald Fingerhut:  Welle wälzt sich mit Wucht durch Weinort. Die Fronleichnamsflut am 21. Juni 1984 richtete vor allem in Königheim, aber auch in Kupprichhausen und Dittwar enorme Schäden an. In: Fränkische Nachrichten. 22. Juli 2016. Online auf www.fnweb.de. Abgerufen am 20. November 2016.
4. ↑  Karl-Gotsch-Brückenlexikon: Brücken der Autobahn A81 Würzburg – Singen. Online auf www.karl-gotsch.de. Abgerufen am 19. März 2017.
5. ↑  Fränkische Nachrichten: Kommunalwahl. CDU vor Ort in Heckfeld / Radwegausbau von Dittwar aus weiterführen. Schnellen Breitbandausbau gefordert. Online auf www.fnweb.de. Abgerufen am 21. Juli 2017.
6. ↑  Main-Tauber-Kreis: Kreistagsdrucksache Nr.: (V-KT) 273/2012. Anlagen: 4. Az.: 650.015. Betreff: Radwegekonzept  des  Main-Tauber-Kreises. (PDF; 6 Seiten). 11. September 2012. Seite 4. Online auf www.main-tauber-kreis.de. Abgerufen am 21. Juli 2017.
7. ↑  Neues Radwegekonzept vorgestellt. In: mainpost.de. Abgerufen am 12. Oktober 2021.
8. ↑  Neuer Radweg zwischen Dittwar und Heckfeld in Planung - Tauberbischofsheim - Nachrichten und Informationen. In: fnweb.de. Abgerufen am 29. Dezember 2022.
9. ↑  Radweg zwischen Dittwar und Heckfeld: Einfluss nehmen - Tauberbischofsheim - Nachrichten und Informationen. In: fnweb.de. Abgerufen am 29. Dezember 2022.